# John Qualen
John Qualen (8. december 1899 i Vancouver, Britisk Columbia, Canada – 12. september 1987 i Torrance, Californien, USA) var en amerikansk filmskuespiller af norsk afstamning.
Qualen fik filmdebut i 1931, og var en af Hollywoods centrale karakterskuespillere over gennem 100 film. Blandt højdepunkterne er rollerne som den dødsdømte i komedien His Girl Friday (Sensationen, 1940) og som Muley i The Grapes of Wrath (Vredens druer, 1940). I mange film spillede han roller med skandinavisk tilknytning, bl.a. som den norske modstandsmand i Casablanca (1942) og som indvandrer i westernfilm som John Fords The Searchers (Forfølgeren, 1956) og The Man Who Shot Liberty Valence (Manden der skød Liberty Valence, 1962).

## Delvis filmografi
original titel
- Street Scene (1931)
- Arrowsmith (1931) (uncredited)
- Upper World (1934)
- Our Daily Bread (1934)
- One More Spring (1935)
- Black Fury (1935)
- The Farmer Takes a Wife (1935)
- Meet Nero Wolfe (1936)
- Wife vs. Secretary (1936)
- The Bad Man of Brimstone (1938)
- Stand Up and Fight (1939)
- His Girl Friday (1940)
- The Grapes of Wrath (1940)
- Angels Over Broadway (1940)
- Knute Rockne All American (1940)
- The Long Voyage Home (1940)
- Out of the Fog (1941)
- The Shepherd of the Hills (1941)
- The Devil and Daniel Webster (1941)
- Tortilla Flat (1942)
- Casablanca (1942)
- Dark Waters (1944)
- The Fugitive (1947)
- Hollow Triumph (1948)
- Hans Christian Andersen (1952)
- The High and the Mighty (1954)
- The Sea Chase (1955)
- The Gun Runners (1958)
- Anatomy of a Murder (1959)
- Elmer Gantry (1960) (uncredited)
- North to Alaska (1960)
- Two Rode Together (1961)
- The Man Who Shot Liberty Valance (1962)
- 7 Faces of Dr. Lao (1964)
- A Patch of Blue (1965)
- I'll Take Sweden (1965)
- A Big Hand for the Little Lady (1966)